# Pigneto

Pigneto is een metrostation in het stadsdeel municipio VI van de Italiaanse hoofdstad Rome. Het station werd geopend op 29 juni 2015 en wordt bediend door lijn C van de metro van Rome.

## Aanleg
De bouw van het station begon in juli 2007 en in januari 2015 werd het opgeleverd. Vanaf 12 mei 2015 vonden er proefritten plaats en op 29 juni 2005 ging het reizigersverkeer van start. Naast de metroperrons ondergronds is het de bedoeling om aan de spoorlijn aan de westkant van het station perrons te bouwen voor de lijnen 1 en 3 van de Ferrovie Laziali. 

## Overig openbaar vervoer
Aan de westkant van het station liggen bushaltes van verschillende stadsbussen. Voor de tramlijnen 5, 14 en 19 moeten de reizigers 300 meter over straat naar de haltes aan de Via Prenestina ten noorden van het station. 250 meter ten zuiden van het station ligt de halte San Elena van de sneltram Roma – Giardinetti aan de Via Casilina.